# Michal Šteinhíbel
Michal Šteinhíbel (23. září 1901, Modra, Rakousko-Uhersko – 4. ledna 1988, Bratislava, ČSSR) byl spisovatel pro děti a mládež, překladatel a pedagog.
Šteinhíbel studoval na učitelském ústavu v Modré, kde v roce 1920 maturoval, roku 1927 vykonal odbornou zkoušku pro učitele měšťanských škol v Banské Bystrici. Absolvoval studium na Filozofické fakultě Slovenské univerzity v Bratislavě (1939–1944). Poté pracoval jako učitel na různých místech celého Slovenska, byl tajemníkem na školním inspektorátu, referent na pověřenectví pro školství, ved. odd. pro doplňování knižních fondů v n.p. Kniha, zástupce ředitele Ústřední technické knihovny v Bratislavě. Byl také účastníkem Slovenského národního povstání, spolupracovník povstaleckého periodika. Šteinhíbel byl autorem několika knih, humoristických próz, rozhlasových scének, poezie pro děti.

## Dílo
- Čo zažili kvietky, Žilina roku 1943
- Letné dobrodružstvo, Žilina roku 1943
- Veselo do sveta, Bratislava roku 1949
- Za smidkou chleba, Bratislava roku 1934
- Rušné prázdniny, Bratislava roku 1946
- Svet Paľkovej mladosti, Bratislava roku 1985